# Lista przewodniczących Zgromadzenia Ekspertów
Artykuł zawiera listę przewodniczących Zgromadzenia Ekspertów.
| Nr   | Zdjęcie | Imię i nazwisko                           | Początek urzędowania | Koniec urzędowania   | Kadencja   |
| ---- | ------- | ----------------------------------------- | -------------------- | -------------------- | ---------- |
| 1    |         | Ali Meszkini (1921–2007)                  | 12 listopada 1983    | 25 lipca 2007        | I, II, III |
| 2    |         | Ali Akbar Haszemi Rafsandżani (1934–2017) | 25 lipca 2007        | 8 marca 2011         | IV         |
| 3    |         | Mohammad Reza Mahdawi Kani (1931–2014)    | 8 marca 2011         | 21 października 2014 | IV         |
| p.o. |         | Mahmud Haszemi Szahrudi (1948–2018)       | 21 października 2014 | 10 marca 2015        | IV         |
| 5    |         | Mohammad Jazdi (1930–2020)                | 10 marca 2015        | 24 maja 2016         | IV         |
| 6    |         | Ahmad Dżannati (1927–)                    | 24 maja 2016         | 21 maja 2024         | V          |
| 7    |         | Mohammad-Ali Movahedi Kermani (1931–)     | 21 maja 2024         | nadal                | VI         |